# دوریس هامفری
دوریس هامفری (انگلیسی: Doris Humphrey؛ ۱۷ اکتبر ۱۸۹۵ – ۲۹ دسامبر ۱۹۵۸) یک رقصنده، و طراح رقص اهل ایالات متحده آمریکا بود.
وی همچنین برنده جوایزی همچون کمک هزینه گوگنهایم شده است.